# محمد لزاری
محمد لزاری (به فرانسوی: Mohamed Lazhari) ژیمناست زادهٔ ۱۲ آوریل ۱۹۳۸ میلادی اهل کشور الجزایر است.